# Mammilloydia candida
Mammilloydia candida ist die einzige Pflanzenart der monotypischen Gattung Mammilloydia in der Familie der Kakteengewächse (Cactaceae). Der botanische Name ist eine Kombination aus den Gattungsnamen Mammillaria und Neolloydia. Das Epitheton der Art leitet sich vom lateinischen Adjektiv „candida“ für schneeweiß ab und verweist auf die auffällige weiße Bedornung der Pflanzen.

## Beschreibung
Mammilloydia candida wächst einzeln oder bildet Polster. Die gedrückt kugelförmigen bis verlängerten, blaugrünen Triebe sind dicht mit weißen Dornen bedeckt. Sie erreichen bei Durchmessern zwischen 6 und 14 Zentimetern Wuchshöhen von bis zu 30 Zentimetern. Die nicht gefurchten Warzen sind breit zylindrisch und stumpf. In den Axillen sitzen 4 bis 7 weiße Borsten. Die zahlreichen Dornen sitzend in mehreren Reihen. Die 8 bis 12 Mitteldornen sind weiß mit einer rosafarbenen Spitze und bis zu 10 Millimeter lang. Die nicht weniger als 120 Randdornen sind weiß, ausgebreitet und bis zu 15 Millimeter lang.
Die einzeln vom Grund der Warzen erscheinenden Blüten sind rosafarben oder weiß mit grünlich roten Mittelstreifen und haben einen Durchmesser von 2 bis 3 Zentimeter. Ihr Perikarpell und die Kronröhre sind kahl.
Die roten bis rosafarbenen bis weißen, saftigen, nicht aufreißenden Früchte sind eiförmig, zwischen 7 und 14 Millimeter lang und enthalten schwarze, nicht warzige Samen von 1 Millimeter Durchmesser. Das Perisperm fehlt.

## Verbreitung, Systematik und Gefährdung
Mammilloydia candida ist in den mexikanischen Bundesstaaten Coahuila, Nuevo León, San Luis Potosí und Tamaulipas verbreitet.
Die Erstbeschreibung als Mammillaria candida  erfolgte 1838 durch Michael Joseph François Scheidweiler. Franz Buxbaum stellte auf Grund der gegenüber den übrigen Mammillaren einmaligen Morphologie der Samen für sie die eigene Gattung Mammilloydia auf.
In der Roten Liste gefährdeter Arten der IUCN wird die Art als „Least Concern (LC)“, d. h. als nicht gefährdet geführt.

## Nachweise